# نظرية الأمتين

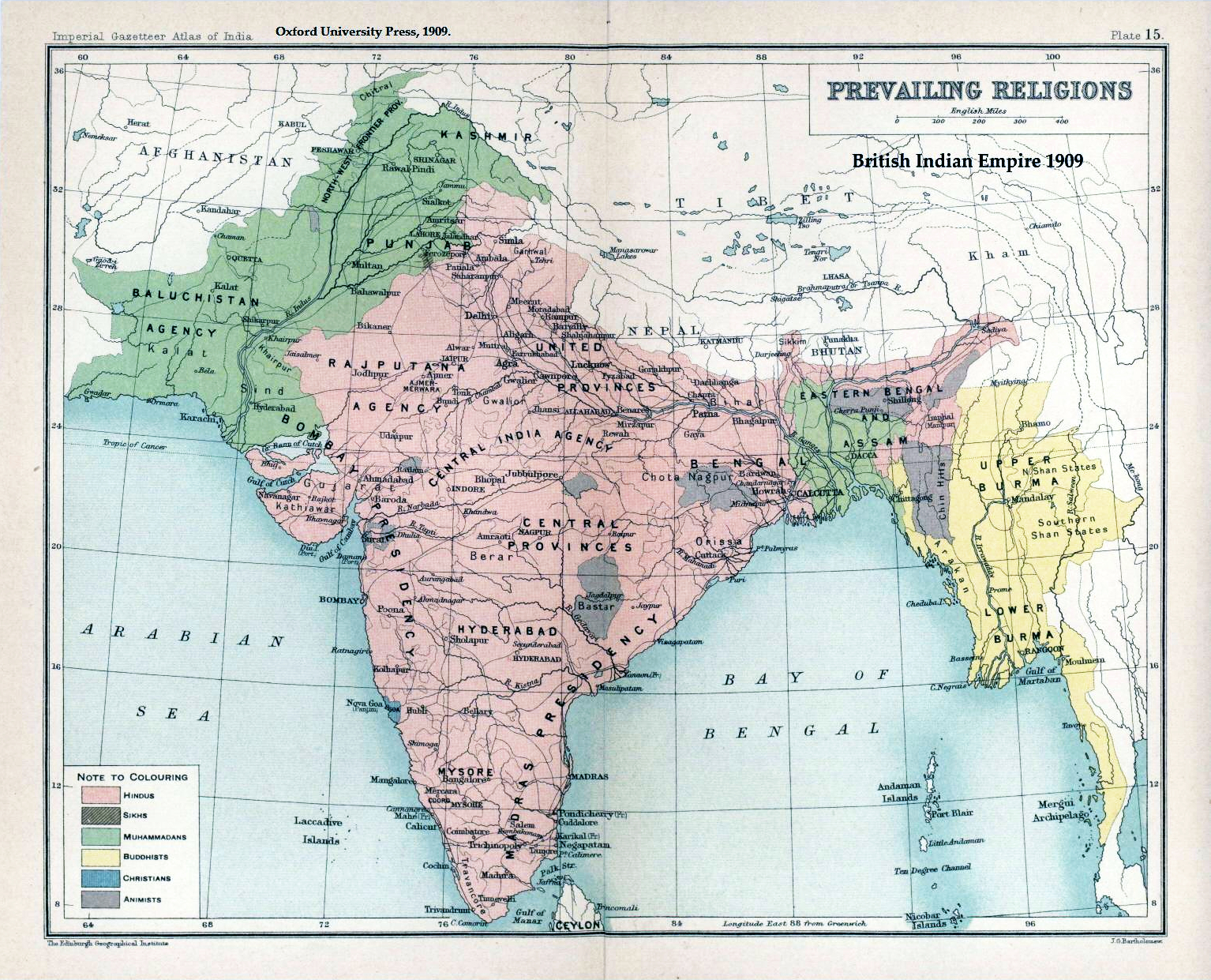
خريطة للإمبراطورية الهندية البريطانية سنة 1909، تُظهر أغلبية أديان السكان السائدة في مناطق مختلفة

تُعد نظرية القوميتين أساس إنشاء باكستان. تنص على أن يكون للمسلمين والهندوس دولتين منفصلتين بحكم التعريف. فكما يختلف المسلمون عن الهندوس في عاداتهم ودينهم وتقاليدهم، ومن وجهة نظر اجتماعية وأخلاقية، فيجب أن يكون للمسلمين وطن منفصل خاص بهم يكون فيه الإسلام هو الدين المسيطر. كانت نظرية القوميتين مبدأً مؤسسًا لحركة باكستان (أي أيديولوجية باكستان كدولة قومية مسلمة في جنوب آسيا) وتقسيم الهند في عام 1947.
كان المبدأ القائل إن الدين هو العامل الحاسم في تحديد جنسية المسلمين الهنود والهندوس من افتراض محمد علي جناح، الذي عرّفه على أنه إيقاظ المسلمين لخلق باكستان. ولذلك، نتج خلق العديد من المنظمات القومية الهندوسية، لأسباب منها العمل على جعل الهند دولة مماثلة لغالبية الهندوس المقيمين هناك.
هناك تفسيرات مختلفة لنظرية القوميتين، بناءً على ما إذا كان يمكن أن تتعايش القوميتان المفترضتان على أرض واحدة أم لا، مع تأثيرات مختلفة جذريًا. جادلت إحدى التأويلات بالاستقلال السيادي، بما في ذلك الحق في الانفصال، للمناطق ذات الأغلبية المسلمة في شبه القارة الهندية، ولكن دون أي نقل للسكان (أي أن الهندوس والمسلمين سيواصلون العيش معًا). هناك تفسير مختلف يؤكد أن الهندوس والمسلمين يشكلون «طريقتين متميزتين ومتناقضتين للحياة وبالتالي لا يمكنهم التعايش في دولة واحدة.» في هذه النسخة المعدلة، يعد نقل السكان (أي إبعاد الهندوس عن المناطق ذات الأغلبية المسلمة والإزالة الكاملة للمسلمين من المناطق ذات الأغلبية الهندوسية) خطوة مرغوبة نحو فصل كامل لقوميتين غير متوافقتين «لا يمكن أن يتعايشا في علاقة منسجمة».
أتت معارضة النظرية من مصدرين؛ الأول هو مفهوم قومية هندية واحدة، حيث أن الهندوس والمسلمين مجتمعان مترابطان. وحتى بعد تشكيل باكستان، استمرت النقاشات حول ما إذا كان المسلمون والهندوس من جنسيات متمايزة أم أنهم ليسوا تابعين للهند. المصدر الثاني للمعارضة هو المفهوم القائل بأنه في حين أن الهنود ليسوا من قومية واحدة، ليسوا مسلمين أو هندوس في شبه القارة، وبدلاً من ذلك فإن الوحدات الإقليمية المتجانسة نسبيًا في شبه القارة هي دول حقيقية وتستحق السيادة. قُدم هذا الرأي من قبل البلوش، والسندي، والبشتون من القوميات الفرعية في باكستان.

## تاريخ
في التاريخ عمومًا، تحدثت الحكومة التي يديرها البريطانيون والمعلقون البريطانيون عن «الهنود على أنهم شعب الهند وتجنبوا التحدث عن القومية الهندية». استُشهد بهذا باعتباره سبب رئيسي للسيطرة البريطانية على البلاد: نظرًا لأن الهنود لم يكونوا قومية، لم يكونوا قادرين على الحكم الذاتي القومي. بينما أصر بعض القادة الهنود على أن الهنود هم قومية واحدة، واتفق آخرون على أن الهنود لم يكونوا قومية بعد، ولكن لم يكن هناك «سبب يمنعهم خلال ذلك الوقت من النمو إلى قومية».
كانت هناك مناقشات مماثلة حول الهوية الوطنية داخل الهند على المستويات اللغوية والمحلية والدينية. في حين جادل البعض بأن المسلمين الهنود هم قومية واحدة، جادل البعض الآخر أنهم ليسوا كذلك. جادل البعض، مثل لياقت علي خان (رئيس وزراء باكستان فيما بعد) بأن المسلمين الهنود لم يكونوا قومية بعد، ولكن يمكن تحديدهم في دولة واحدة.
وفقًا للتسلسل الزمني الرسمي للحكومة الباكستانية، يُشار إلى محمد بن القاسم الثقفي على أنه أول باكستاني. بينما يعزو براكاش كي سينغ وصول محمد بن القاسم كخطوة أولى نحو إنشاء باكستان. اعتبر محمد علي جناح أن حركة باكستان بدأت عندما وضع أول مسلم قدمًا في بوابة الإسلام.

## بداية حركة الوعي الذاتي وإثبات الهوية الإسلامية (القرن السابع عشر – أربعينيات القرن العشرين)
يُعتقد عمومًا في باكستان أن حركة الوعي الذاتي وإثبات الهوية الإسلامية بدأها أحمد السرهندي (1564-1624)، الذي قاتل ضد حركة الدين الإلهي التوفيقية الدينية للإمبراطور أكبر، وبالتالي يعتبر «من المؤرخين الباكستانيين الرسميين المعاصرين» ليكون مؤسس نظرية القوميتين، التي تكثفت بشكل خاص في عهد الإصلاحي المسلم شاه ولي الله الدهلوي (1703-1762) الذي، لأنه أراد أن يعيد للمسلمين وعيهم الذاتي خلال انهيار الإمبراطورية المغولية وصعود القوى غير الإسلامية مثل مراثاز، والزط، والسيخ، أطلق حركة جماهيرية للتعليم الديني جعلها «واعية بقوميتها المتميزة التي بلغت ذروتها في شكل نظرية القوميتين وأدت في نهاية المطاف إلى خلق باكستان».
يعتبر أكبر أحمد كُلًا من حاجي شريعة الله (1781-1840) وسيد أحمد بارلفي (1786-1831) من رواد حركة باكستان، بسبب حركاتهم الإصلاحية النقية والمتشددة التي تستهدف الجماهير المسلمة، إذ قال إن «الإصلاحيين مثل ولي الله وبارلفي وشريعة الله لم يطالبوا بباكستان بالمعنى الحديث للقومية، بل كان لهم دور فعال في خلق وعي بالأزمة التي تلوح في الأفق بالنسبة للمسلمين والحاجة إلى إنشاء تنظيمهم السياسي الخاص. ما فعله السير سيد هو توفير تعبير حديث للتعبير عن السعي وراء الهوية الإسلامية».

وهكذا، يصف العديد من الباكستانيين الباحث الحداثي والإصلاحي سيد أحمد خان (1817-1898) بأنه مصمم نظرية القوميتين. على سبيل المثال، تحدث السير سيد، في خطاب ألقاه في باتنا في يناير 1883، عن قوميتين مختلفتين، حتى لو كان أسلوبه الخاص توافقيًا: 
يا أصدقاء، تعيش في الهند قوميتان بارزتان تتميزان بأسماء الهندوس والمسلمين. ومثلما يمتلك الرجل بعض الأجهزة الرئيسية، فإن هاتين القوميتين مثل الأطراف الرئيسية في الهند. 
ومع ذلك، كان تشكيل المؤتمر الوطني الهندي مهددًا سياسيًا واستغنى عن القومية الهندية المركبة. قال في خطاب 1887: 
لنفترض الآن مغادرة كل الإنجليز الهند، فمن سيكون حكام الهند؟ هل من الممكن أنه في ظل هذه الظروف يمكن لشعبين، مسلمين وهندوسيين، أن يجلسوا على نفس العرش ويبقوا متساوين في القوة؟ بالتأكيد لا. من الضروري أن يتغلب أحدهم على الآخر ويدفعه للأسفل. إن الأمل في أن يبقى كلاهما متساويين هو الرغبة في المستحيل وأمر لا يمكن تصوره. 
في عام 1888، وفي تقييم نقدي للمؤتمر الوطني الهندي الذي تأسس قبل بضع سنوات، اعتبر أيضًا أن المسلمين قومية من بين العديد من القوميات الأخرى: 
تستند أهداف وأغراض المؤتمر الوطني الهندي على جهل بالتاريخ وسياسات اليوم. إنهم لا يأخذون بعين الاعتبار أن الهند تسكنها قوميات مختلفة: يفترضون مسبقًا أن المسلمين، والماراث، والبراهمة، والكاشريريات، والبانياس، والمدراسيون، والسيخ، والبنغاليين، والمِدْراسيّين، والبيشاور يمكن أن يُعاملوا جميعًا على حد سواء وجميعهم ينتمون إلى نفس القومية. يعتقد الكونغرس أنهم يعتنقون الدين نفسه، وأنهم يتحدثون اللغة نفسها، وأن طريقة حياتهم وعاداتهم هي نفسها... وأنا أعتبر أن التجربة التي يريدها المؤتمر الوطني الهندي خوضها محفوفة بالمخاطر والمعاناة لجميع قوميات الهند، وخاصة بالنسبة للمسلمين. 
في عام 1925، خلال دورة علكيره لرابطة مسلمي عموم الهند، التي ترأسها، القاضي عبد الرحيم (1867-1952) الذي كان من أوائل الذين أوضحوا صراحة كيف يشكل المسلمون والهندوس قوميتان، وعندما كاد أن يصبح الخطاب شعبيًا، في وقت لاحق، يقول المؤرخ شيخ محمد اكرام إنه «خلق ضجة كبيرة في العشرينات»: 
لا يُعد الهندوس والمسلمين طائفتين دينيتين مثل البروتستانت والكاثوليك في إنجلترا، لكنهم يشكلون مجتمعين متميزين من الشعوب، ولذلك هم يقدرون أنفسهم. إن موقف كل منهما تجاه الحياة، والثقافة المميزة، والحضارة والعادات الاجتماعية، وتقاليدهم وتاريخهم، بما لا يقل عن دينهم، يقسمهم تمامًا لدرجة أن حقيقة أنهم عاشوا في نفس البلد منذ ما يقرب من 1000 عام لم تساهم بأي شيء لاندماجها بالأمة... فأي من المسلمين الهنود الذين يسافرون إلى أفغانستان وبلاد فارس وآسيا الوسطى، بين المسلمين الصينيين والعرب والأتراك، مثلًا سيلازمون المنزل على الفور ولن يجدوا شيئًا معتادين عليه. وعلى النقيض في الهند، فنحن نجد أنفسنا في جميع القضايا الاجتماعية متحالفين تمامًا عندما نعبر الشارع وندخل ذلك الجزء من المدينة حيث يعيش زملائنا الهندوس هناك. 